# 오시로촌
오시로촌(大代村)은 시마네현 니마군에 설치되었던 촌이다. 현재의 오다시와 오치군 가와모토정의 일부에 해당한다.